# Ana Lara Resende

Ana Lara Resende (São João del-Rei, 9 de julho de 1971) é uma modelo brasileira.

## Biografia
Ana Lara Resende vem de uma família de escritores renomados como Otto Lara Resende e economistas como André Lara Resende mas, seguindo seu próprio caminho em uma carreira totalmente diferente, iniciou aos 17 anos, quando conquistou o primeiro lugar no Concurso Garota Turismo de Minas Gerais. 
Em seguida, foi descoberta pelo agente internacional Ming Liao Tao, que apresentou a Elite Model Management, e sua carreira decolou. Aos 18, Ana Lara já brilhava em campanhas publicitárias e comerciais ao redor do mundo, passando por lugares como Hong Kong, Paris, Tóquio, Miami, Ilhas Virgens, Coreia, Taiwan, República Dominicana, Nassau, Marrocos e Peru. 
Ela atuou em campanhas para grandes marcas, como Calvin Klein, Yves Saint Laurent, Mont Blanc, além de estampar capas de revistas como Claudia, Marie Claire, Femme Actuelle, Harper’s Bazaar, Mariage e Playboy. Durante toda a sua carreira, sua imagem foi destacada em comerciais de TV, revistas e catálogos de grandes grifes e foi apontada pelo renomado fotógrafo J.R. Duran, uma das suas 7 modelos preferidas para trabalhar.
Além do sucesso no mundo da moda, Ana Lara tem um forte engajamento com causas ambientais. Como vice-presidente do Clube UNESCO de Minas Gerais em 2023, ela liderou iniciativas que levaram a ministra Sônia Guajajara, outros líderes indígenas e o DJ Alok à Cannes para uma premiação e captação de recursos para projetos na Amazônia onde também estiveram com o ator Leonardo DiCaprio e atualmente é embaixadora da COMTXAE. 

Agora, no podcast "UAI ANA", além de anfitriã, ela é um show à parte, trazendo todo seu charme e experiência para conversas que prometem ser tão interessantes quanto divertidas.